# Reflector (personaje de Transformers)
Reflector, se refieren a 3 grupos de espías ficticios del mundo de Transformers, son un grupo de espías de reconocimiento de las filas Decepticons que brindan información a los Decepticons en la tierra por medio de su modo alterno que ambos se fusionan y se transforman en una Cámara fotográfica de mano.

## Ficha Técnica
| Rango            | 2                                                                                 |
| Afiliación       | Decepticons                                                                       |
| Transformación   | Cámara fotográfica de mano.                                                       |
| Lema             | ``"Te veo y te conozco, se quien eres y eso me hace saber que te puedo destruir." |
| Estado           | Desconocido                                                                       |
| Fuerza           | 3                                                                                 |
| Inteligencia     | 10                                                                                |
| Velocidad        | 10                                                                                |
| Resistencia      | 2                                                                                 |
| Potencia de tiro | 4                                                                                 |
| Destreza         | 4                                                                                 |
| Labor            | Espionaje                                                                         |
| Grupo            | Comunicaciones                                                                    |

## Historia
En Transformers G1 dibujo animado, Reflector iba a ser representado como un Gestalt en modo robot, pero dieron preferencia a que se fusionaran ambos en su modo alterno. Los Reflector tuvieron papeles significativos muy pocas acciones en la primera temporada (1984-1985), en su mayoría sirven como parte del total de las fuerzas de los Decepticons, y rara veces son vistos en la segunda temporada (1985 - 1986), aparentemente ellos murieron junto con los Air Warrior cuando al Autobot Mirage saboteo la Nave Nemesis de los Decepticons, a medida que más Decepticons se introdujeron. En los pocos episodios en que los Reflector tenía un papel, era como un espía, y el personaje que parecía estar en la parte inferior de la jerarquía Decepticon. Reflector es visto instantáneamente en algunas escenas en Transformers: The Movie (1986) , como por ejemplo durante el ataque a la Ciudad Autobot, y durante el ataque de Unicron en Cybertron, los personajes tenían semejanza entre sí, Tres unidades de reflector adicional se muestra en los episodios iniciales, por lo menos una que muestra una personalidad distinta de la unidad de reflector típico (cuando vienen y van de energon en Cybertron a través del Puente del Espacio). En episodios posteriores se mostraron periódicamente como una unidad de reflector individual, mientras que el reflector real constituido tres Drones no tripulados que trabajan al unísono en los episodios que habían aparecido.
A pesar de los tres componentes que tienen diferentes apariencias como un juguete en los modos de robot, los tres robots reflector tenía una apariencia casi idéntica en el anime: sus cuerpos se basa principalmente en el modo de robot Spectro, el robot Viewfinder (el único de los tres que tiene el lente visor en el medio del pecho) y el Spyglass.
Reflector SpectroCámara fotográfica Parte 1
Reflector SpyglassCámara fotográfica Parte 2
Reflector ViewfinderCámara fotográfica Parte 3 (La Parte Central)'